# MGR
MGR(본명: 박용찬, 1969년 4월 ~ )은 대한민국의 작곡가 겸 음악 프로듀서이다. 그의 예명인 'MGR'은 Modernized Groove Revolutions의 약자이다.
1990년 윤종신 1집에 기타 세션으로 참가하게 된 것을 계기로 전문 뮤지션으로서의 활동을 시작하였으며 1994년 그룹 'Mutant'를 결성하였다. 그러나, 이후 해체를 하고 4인조 혼성그룹 MGR을 결성했지만 소속사의 사정으로 발매되지 못하였다(※미발매 앨범, 그룹 앨범). 이후 작곡가로 돌아서서 현재까지 활발하게 활동중이며, 2008년 이후 
동료 작가들과 함께 젊은 작가들의 모임인 하이노트라는 단체를 조직하여 음악산업계의 산재한 이슈들의 해소를 위해 주도적으로 활동해 왔으며 2012년도에는 하이노트 회장 자격으로 여러 음악단체들과 함께 비정상적인 온라인 음악산업의 개혁을 위해 음악생산자연대라는 단체를 결성하여 현재까지 음악생산자연대의 회장직을 맡고 있으며 해당 년도에 STOP DUMPING MUSIC 캠페인을 주최 및 주관하여 광화문 집회와 국회 공청회 12년도 국정감사에 온라인 음악산업의 문제점에 관련한 백서를 발행하여 최재천 의원실의 국정감사 자료집으로 제출하여 현재까지 산업의 핵심자료로 쓰이고 있으며 동년도에 음악 가격의 합리적인 결정구조에 관한 저작권법 법률 개정안을 발의하는 데 결정적인 역할을 하였다. 현재는 음악저작권의 권리자 대표 자격으로 정부와의 주요 협상테이블에서 권리자의 권익을 위해 각종 정책 자문 및 쟁점 현안과 정책 결정에 주요 협상 대상자 자격으로 참여하고 있으며 특히 저작권 사용료 징수규정의 개선과 음악산업 발전과 진흥에 관한 연구 검토 활동에 주력하고 있다. 
음악활동으로는 현재 조용필의 앨범 프로듀서로서 활동하고 있으며 공전의 히트작인 조용필 19집 Hello 앨범을 프로듀싱하고 작곡 및 작사자로 참여했다.  현재는 그의 20집 앨범을 제작하고 있는 것으로 알려졌다.

## 출신 학교
- 성수초등학교
- 성수중학교
- 대원외국어고등학교[1]
- 고려대학교[1] 환경생태공학부-환경디자인융합전공 (Cine-Crimson ← 서클명(고대영상문화비평회))

## 주요 작곡
- 1995년 : 〈고진감래〉 (윤종신 4집)
- 1996년 : 〈의지〉, 〈클럽에서〉(윤종신 5집), 〈설득〉 (나미 A long Winter 싱글앨범)
- 1998년 : 〈The Player〉, 〈다시 받아주겠니〉[2](박정현 1집), 〈유치뽕〉(이승환 스페셜앨범 수록곡, 이승환과 공동 작곡), 작별 (이소은 1집)
- 1999년 : 〈바람에 지는 꽃〉(박정현 2집), 〈루머〉(이승환 6집), 〈우미(雨尾)에〉(서영은 2집), 〈I Believe〉(이수영 1집)
- 2000년 : 〈나예요〉(이소은 2집), 〈그대가 그대를〉(이승환 곡, 이승환과 공동 작곡)[3], 〈안심〉(변재원 곡)[3], 〈순정〉, 〈힘내〉(박정현 3집)
- 2001년 : 〈Never Again〉, 〈스치듯 안녕〉, 〈쟁탈〉, 〈KISS〉, 〈후회〉(이수영 2집), 〈서릿발〉, 〈부럽다〉, 〈그것만은 안 돼요〉(이가희 1집), 〈Farewell Blues〉, 〈그리고 사랑해〉, 〈차라리〉, 〈아니기를〉(이수영 3집), 〈바캉스 매니아〉 (윤종신 9집)
- 2002년 : 〈라라라〉, 〈I Am Free〉(이수영 4집), 〈떨쳐〉(박정현 4집), 〈그댄 행복에 살텐데〉, 〈Silent Goodbye〉, 〈눈물만 고이죠〉, 〈Don't Leave Me Now〉 (리즈 1집)
- 2003년 : 〈덩그러니〉, 〈우미공주〉(이수영 5집), 〈희재〉(성시경 노래, 《국화꽃 향기》 OST), 〈Farewell Blues II〉, 〈그렇게라도〉(이수영 3.5집), 〈Will Be Mine〉(이수영 곡, 장나라 2.5집 스페셜앨범 수록), 〈아날로그〉, 〈고백의 날〉(성시경 스페셜앨범 - Try To Remember), 〈하루만 더〉(리즈 2집), 〈동무생각〉, 〈행복해줄게〉(모닝 1집)
- 2004년 : 〈옷깃〉 (임태경 1집)
- 2005년 : 〈욕심〉, 〈지독한 사랑〉 (최정철 2집)
- 2006년 : 〈후애〉 (박정현 곡, RPG게임 '용천기' OST)
- 2007년 : 〈넌 참 좋은 사람〉 (최정철 3집)
- 2012년 : 〈실감〉 (박정현 8집)
- 2013년 : 〈걷고 싶다〉, 〈그리운 것은〉 (조용필 19집)